# Trichoptya paucifera
Trichoptya paucifera är en fjärilsart som beskrevs av Walker 1858. Trichoptya paucifera ingår i släktet Trichoptya och familjen nattflyn. Inga underarter finns listade i Catalogue of Life.